# Іллінка (Каховський район)
Іллінка — селище в Україні, в Асканія-Новій селищній громаді Каховського району Херсонської області. Населення становить 569 осіб. Відсутня школа, дитячий садок. 24 лютого 2022 року село тимчасово окуповане російськими військами під час російсько-української війни.

## Населення
Згідно з переписом УРСР 1989 року чисельність наявного населення селища становила 641 особа, з яких 299 чоловіків та 342 жінки.
За переписом населення України 2001 року в селищі мешкало 569 осіб.

### Мова
Розподіл населення за рідною мовою за даними перепису 2001 року:
| Мова       | Відсоток |
| ---------- | -------- |
| українська | 90,51 %  |
| російська  | 8,96 %   |
| вірменська | 0,35 %   |
| молдовська | 0,18 %   |